# JR Tolkien
Pour les articles homonymes, voir Tolkien (homonymie).
Le JR Tolkien est une goélette à hunier néerlandaise construite en 1964.

## Histoire
Il fut d'abord employé au transport de marchandises dans la Mer du Nord et en Mer Baltique sous le nom de Dierkow.
Le JR Tolkien a été racheté en 1996 par la famille Van der Rest qui en a fait un navire de croisière.
Cette luxueuse goélette peut transporter 90 passagers  pour une journée de mer et jusqu'à 32 pour les croisières. Elle dispose de 11 cabines avec douche et WC.
Le principal salon peut recevoir jusqu'à 50 personnes pour le dîner.

## Participations
- Participation à l'Armada 2003, à l'Armada 2008, l'Armada 2013 et l'Armada 2019 à Rouen. Sa présence est annoncée à l'Armada Rouen 2023.

- Il fut présent aux Brest2004, Tonnerres de Brest 2012 et Brest 2016.

|             |
| Armada 2008 |

|            |
| Brest 2012 |

|            |
| Brest 2016 |